# 테라 (킹덤 하츠)
테라(영어: Terra, 일본어: テラ)는 비디오 게임 캐릭터이자 킹덤 하츠의 주인공입니다.